# 479 av. J.-C.
Cette page concerne l'année 479 av. J.-C. du calendrier julien proleptique.

## Événements
- 29 mars (date supposée) : échec du siège de Potidée (qui dure depuis trois mois[1]) en raison d’un tsunami qui emporte l’armée d’Artabaze[2].

- Printemps, Guerres médiques : Athènes refuse l’offre avantageuse de Mardonios, transmise par le roi Alexandre de Macédoine, de passer du côté perse, à l’instigation d’Aristide. Les Athéniens attendent l’arrivée des Péloponnésiens, qui n’interviennent pas, soucieux de fortifier l’isthme de Corinthe[3].

- Juin : Mardonios, général perse, lance une offensive sur l’Attique puis sur la Béotie[4]. Il reprend Athènes, une nouvelle fois désertée par ses habitants (probablement les 25-26 juillet[1]), et renouvelle ses offres de négociations. Athènes appelle à l’aide Sparte, à qui il est reproché son attentisme alors que Mardonios marchait sur l’Attique. Sparte hésite mais la perspective d’une alliance entre les Perses et Athènes, qui se retournerait contre elle, la décide enfin à intervenir. Mardonios se replie en Béotie (11-12 août)[1]. Les forces grecques alliées se réunissent également en Béotie, et auraient prêté un serment collectif (serment de Platées), qui est sans doute un faux forgé par les Athéniens au IVe siècle av. J.-C.[5] Après dix jours de face à face, l’affrontement a lieu à Platées, à l’initiative des Perses, malgré les conseils d’Artabaze qui préconisait un repli vers Thèbes.
- 29 juin : début à Rome du consulat de Kaeso Fabius Vibulanus (pour la troisième fois) et de Titus Verginius Tricostus Rutilus[6]
- 27 août :
  - les Grecs sous le commandement d’Aristide le Juste et de Pausanias défont les Perses à la bataille de Platées[7]. Mardonios est tué dans la bataille. Le butin est énorme car Mardonios avait la garde de tout le bagage de Xerxès Ier. L’armée perse est massacrée, et seul Artabaze parvient à regagner l’Asie.  L’Ionie se révolte à nouveau.
  - le même jour selon la tradition, défaite navale perse au  cap Mycale[8] (Ionie) devant les Grecs commandés par le roi spartiate Léotychidas II et par l’Athénien Xanthippos. Cette victoire ruine l’influence perse sur l’Ionie.
- Septembre : estimant la campagne terminée, les Spartiates rentrent au Péloponnèse mais les Athéniens, suivis par les Ioniens, libèrent Samos, cinglent vers l’Hellespont pour y rompre les ponts et, après un siège, prennent la ville de Sestos (en Chersonèse de Thrace)[9]. Leur objectif est de s’assurer une base d’action contre le royaume achéménide. Entre cette série de victoires sur les Perses et les victoires des Grecs de Grande-Grèce sur les Carthaginois en 480  av. J.-C. et sur les Étrusques en 474 av. J.-C., nous assistons au début de l’apogée de la civilisation grecque.

- Refondation, sous la direction du philosophe et urbaniste Hippodamos, de la cité de Milet, que les Perses avaient détruite en 494 av. J.-C.[10]. La ville reste dans l’orbite d’Athènes.
- Date présumée de l’institution de fêtes panhelléniques à Platées (Eleuthéria), pour célébrer la victoire (certains érudits placent cette fondation à la fin du IVe siècle av. J.-C.)[11].

## Naissances
- Mozi, philosophe et logicien chinois.

## Décès en -479
- Confucius.
- Mardonios, général perse tué à la bataille de Platées.
- Éphialtès (Sparte)